# Karl-Walter Böhm

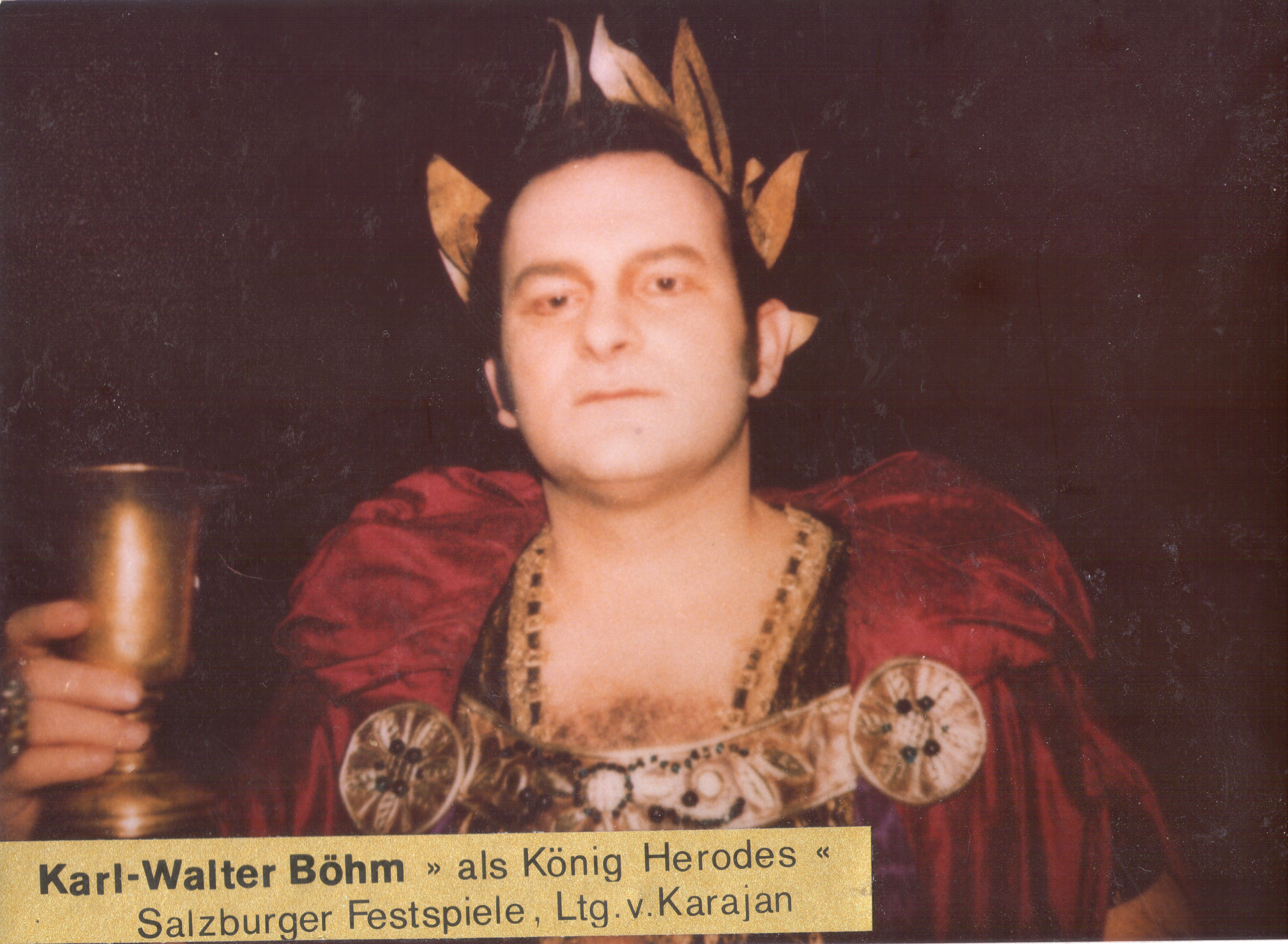
Böhm als König Herodes bei den Salzburger Festspielen

Karl-Walter Böhm (* 6. Juni 1938 in Nürnberg; † 1. Juni 2000 in Fränkisch-Crumbach) war ein deutscher Opernsänger (Heldentenor).

## Leben
Böhm studierte bei Paul und Lilo Mangold in Berlin Gesang. Von 1967 bis 1969 trat er auf der Freilichtbühne Rehberge auf, zunächst vornehmlich in lyrischen Partien. Sein Debüt an einem Opernhaus erfolgte dann als Radames in Giuseppe Verdis Aida 1970 in Aachen. In den Folgejahren war er am Theater Osnabrück engagiert und sang von 1971 bis 1974 auch am Stadttheater Bremerhaven (auch Operettenpartien). Ab 1973 und bis 1976 wirkte er auch am Theater am Gärtnerplatz in München.
Von 1975 bis 1978 gehörte er dem Ensemble des Nationaltheater Mannheim an, anschließend gastierte er frei.
1974 sang er den Max in Carl Maria von Webers Freischütz an der Portland Opera. Von 1975 bis 1977 gastierte er viermal an der Staatsoper Wien, bei den Salzburger Osterfestspielen von 1976 den Lohengrin, bei den Salzburger Festspielen 1977 und 1978 den Herodes in Salome von Richard Strauss. Im Teatro Comunale di Bologna war er 1978 als Parsifal besetzt, am Teatro Colón in Buenos Aires und dem Teatro Liceu in Barcelona 1978 als Tannhäuser. Am Teatro Margherita in Genua war er 1979 der Florestan in der italienischen Erstaufführung der Ur-Fassung von Leonore 1805 (Beethoven). 1979 debütierte er an der Grand Opéra Paris als Tambourmajor in Wozzeck von Alban Berg. 1980 war er zu Gast am Teatro Nacional de São Carlos Lissabon, 1981 am Stadttheater Bern, 1982 als Herodes wiederum am Teatro Liceu Barcelona.
Karl-Walter Böhm sang darüber hinaus u. a. an den Opernhäusern von  Köln, Essen, Graz, Nürnberg und Saarbrücken, Budapest, Nancy und in Milwaukee erfolgreich auf.
Zu seinen wichtigsten Partien gehörten der Florestan im Fidelio, der Don José in Carmen, der Pedro in Tiefland von Eugen d’Albert, der Canio in Pagliacci, der Lenski im Eugen Onegin, der Manrico im Trovatore, der Radames, der Othello von Giuseppe Verdi sowie die Wagner-Partien Rienzi, Tannhäuser, Lohengrin, Siegmund, Siegfried und Parsifal.
Böhm lebte in Aachen, Osnabrück, Bremerhaven, München, Essen und Schriesheim an der Bergstraße.

## Tonträger
- Herodes in Salome (unter Herbert von Karajan) – HMV-Electrola
- Titelrolle in Rienzi (großer Querschnitt) – Eurodisc